# Пикет (железная дорога)

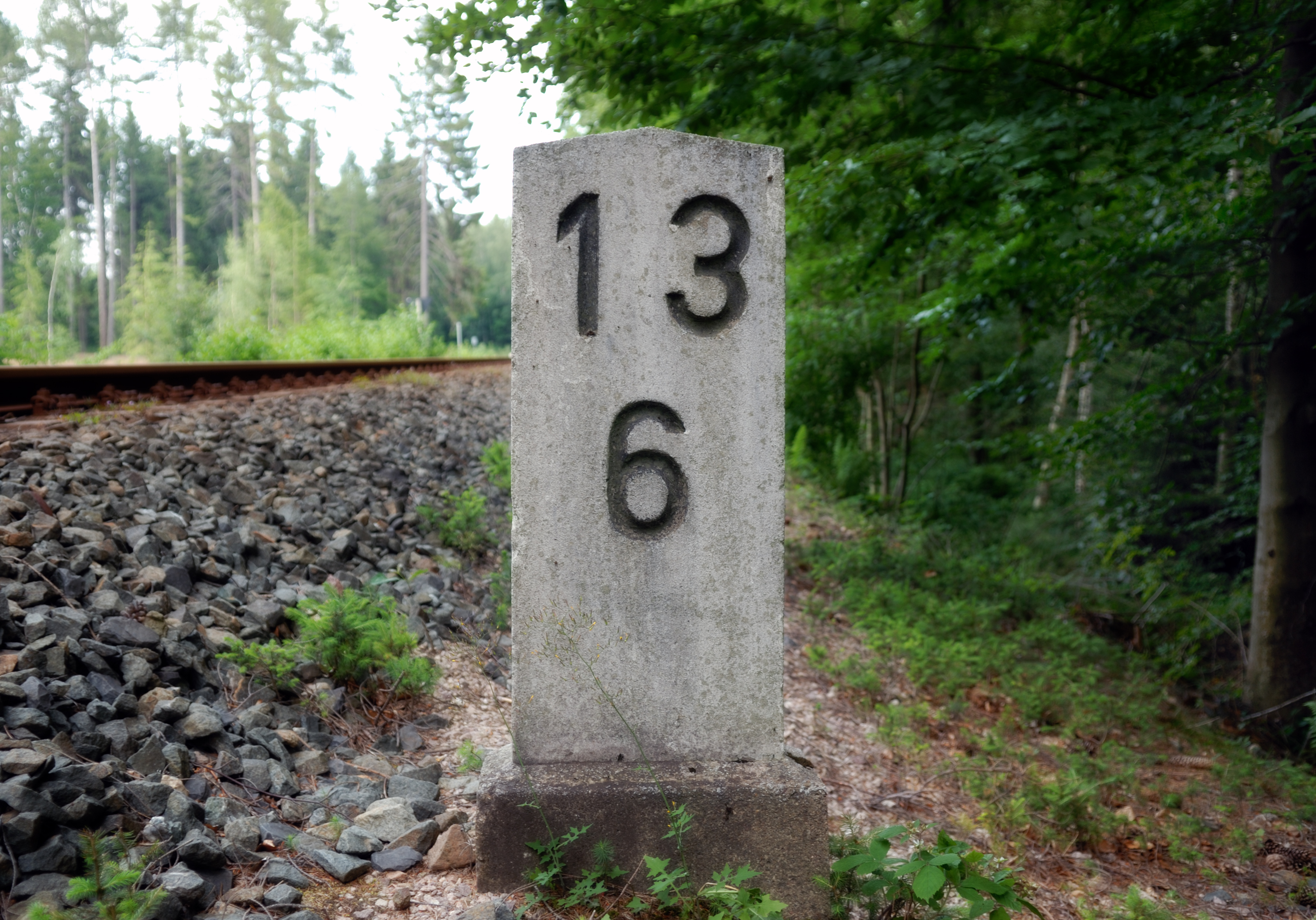
Пикет 13,6 км на железной дороге в Германии

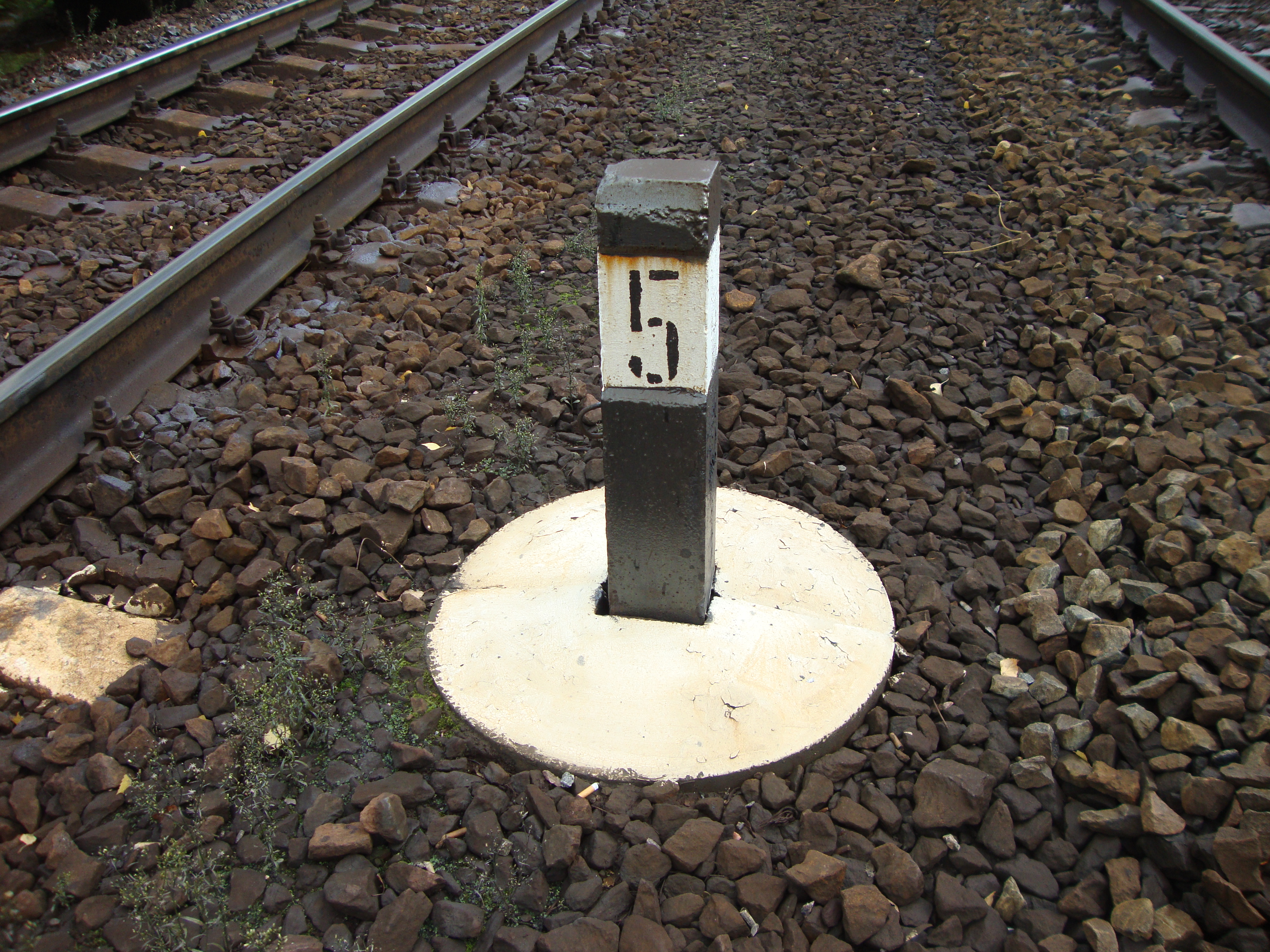
Пикет на железнодорожной платформе Университетская Октябрьской железной дороги

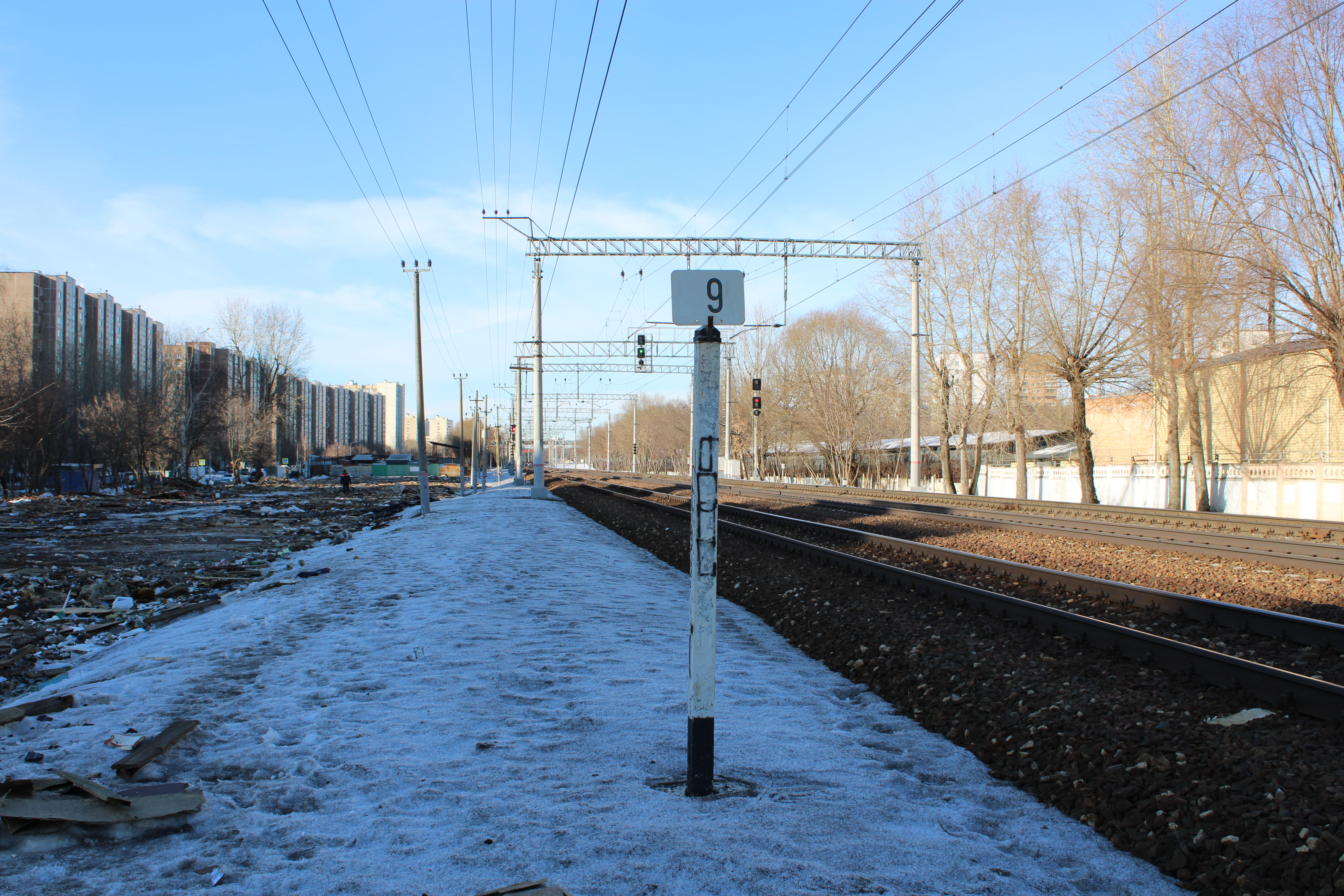
Километровый знак на Савёловском направлении Московской железной дороги

Пике́т (от фр. piquet — кол) — точка разметки расстояния на железнодорожных линиях, как правило, с шагом 100 м. На местности обозначается столбиком (пикетным знаком) с цифровым обозначением на обочине железнодорожного пути.
В документации обычно обозначается сокращённо — ПК.
В соответствии с ГОСТ 8442-65 под пикетом понимается отрезок железнодорожного пути между смежными пикетными знаками; причём на пикетном знаке с одной стороны наносится номер окончившегося перед знаком пикета, с противоположной — номер начинающегося за знаком пикета.
Вместе с километровым знаком пикет позволяет указывать место на трассе железнодорожной линии с точностью, достаточной для многих практических применений, например, для указания места замеченной неисправности сооружений пути или контактной сети. Указание на место выражается формулой: «205 км ПК8», что указывает на окрестность места, находящегося в 700—800 метрах от километрового знака 204/205 в направлении увеличения расстояния в километрах.

## Шаг пикетов
Учитывая традиционный шаг пикетов в 100 м, один километр пути вмещает, как правило, 10 пикетов. Пикеты нумеруются, начиная от километрового знака, арабскими цифрами последовательно, начиная с 1, увеличивающимися в направлении следующего километрового знака, таким образом пикеты имеют цифровые обозначения от 1 до 10.
Иногда один километр пути разбивается на иное число пикетов, отличное от 10. Это имеет место в случаях:
- переустройства железнодорожной линии, в результате которого изменяется её длина — тогда, чтобы избежать переразметки всей линии или значительной её части, километры в районе произведённого изменения длины линии могут иметь число пикетов, отличное от 10;
- разной длины расходящихся путей на многопутных линиях, например, при устройстве путепроводной развязки. Поскольку километровые отметки на всех путях многопутной линии совпадают, разность длины путей компенсируется разным количеством пикетов на них в пределах одного и того же километра.

В подобных же случаях пикеты могут иметь и длину, отличную от 100 м, например, если при переустройстве длина километра изменённой линии оказывается не кратной 100 метрам. Также это возможно при значительной разности длин смежных путей многопутной линии в кривой — в этом случае длины пикетов на внешних и внутренних путях в кривой могут быть сделаны различными для сохранения единства разбивки трассы на пикеты.

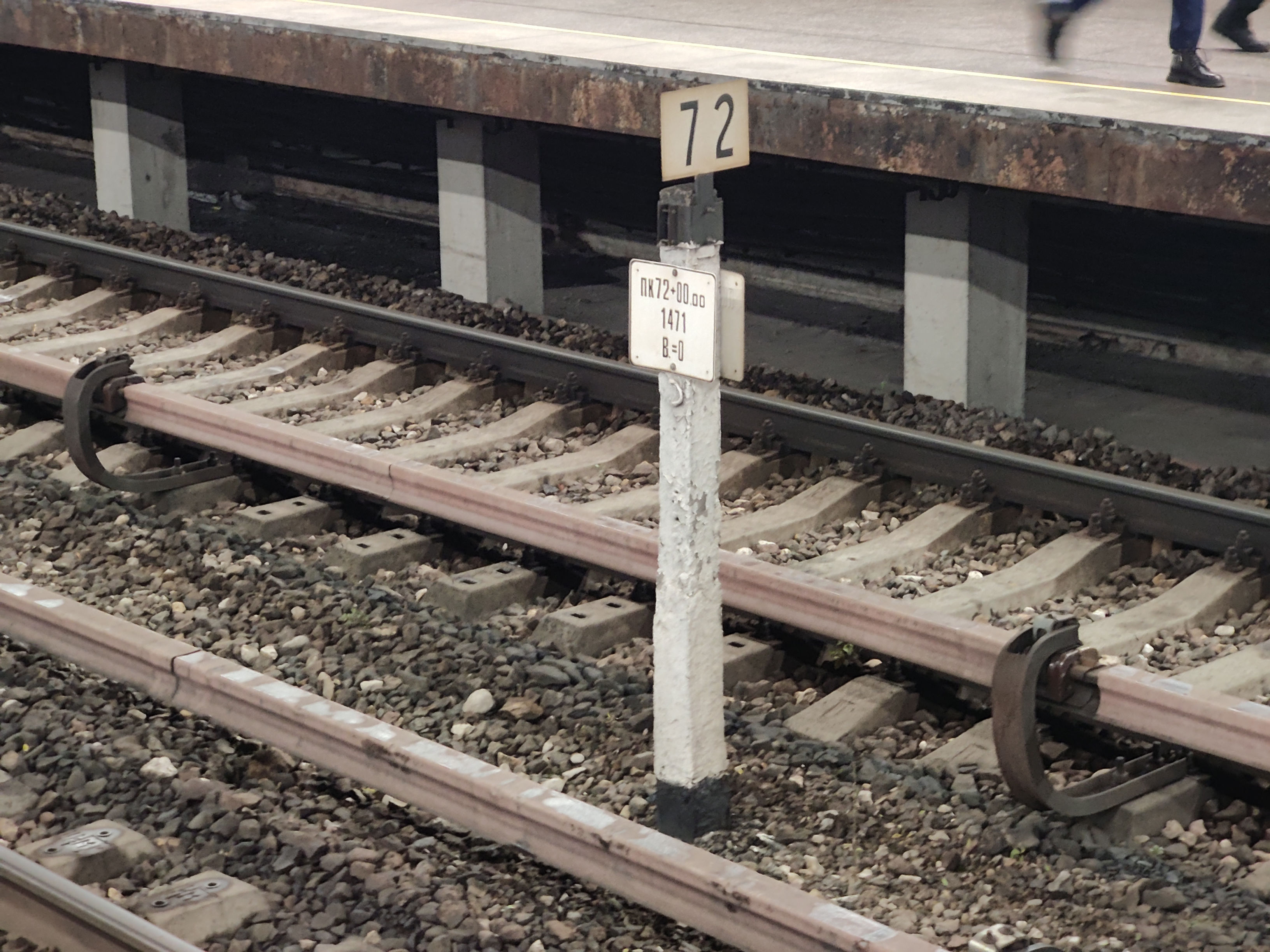
Километровый знак на наземной станции метро «Фили». Пикет ПК 72+00,00